# NHL 2005

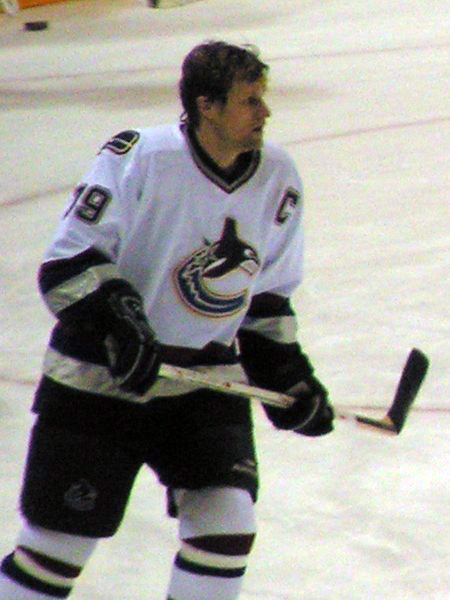
Markus Näslund är med på spelets omslag.

NHL 2005 är ett ishockeyspel från 2004 som släpptes till Windows, Gamecube, Xbox och Playstation 2. Markus Näslund är med på spelets omslag. I Finland är det Olli Jokinen som syns på spelomslaget.

## Funktioner
Danmark introduceras som landslag, ishockeyturneringen World Cup of Hockey finns med. Spelarläget Free-4-All introduceras för första gången i EA Sports spelserie där upp till fyra stycken spelare kan spela mot varandra där det gäller att antingen först göra ett visst antal mål eller att göra mål på tid. Det finns ingen möjlighet att skapa egna spelare i den här versionen.

## Ligor
- NHL
- Elitserien
- FM-ligan
- Deutsche Eishockey Liga

## Musik
- Ash - "Orpheus"
- Burning Brides - "Heart Full of Black"
- Dropkick Murphys - "Time to Go" (temasång)
- Faith No More - "From out of Nowhere"
- Franz Ferdinand - "Take Me Out"
- Hazen Street - "Fool the World"
- Jersey - "Saturday Night"
- Letter Kills - "Radio Up"
- Lola Ray - "Automatic Girl"
- Papa Roach - "Not Listening"
- Sugarcult - "Memory"
- The F-Ups - "Lazy Generation"
- The Network - "Roshambo"
- The Soundtrack of Our Lives - "Karmageddon"

## Mottagande
- IGN: 8,3/10
- Gamespot: 7,9/10
- Game Informer: 8,5/10
- Electronic Gaming Monthly: 6,3/10

### Fotnoter
1. ↑  ”NHL 2005” (på engelska). Mobygames. 11 mars 2004. http://www.mobygames.com/game/nhl-2005. Läst 18 juni 2016.